# Terramarnes

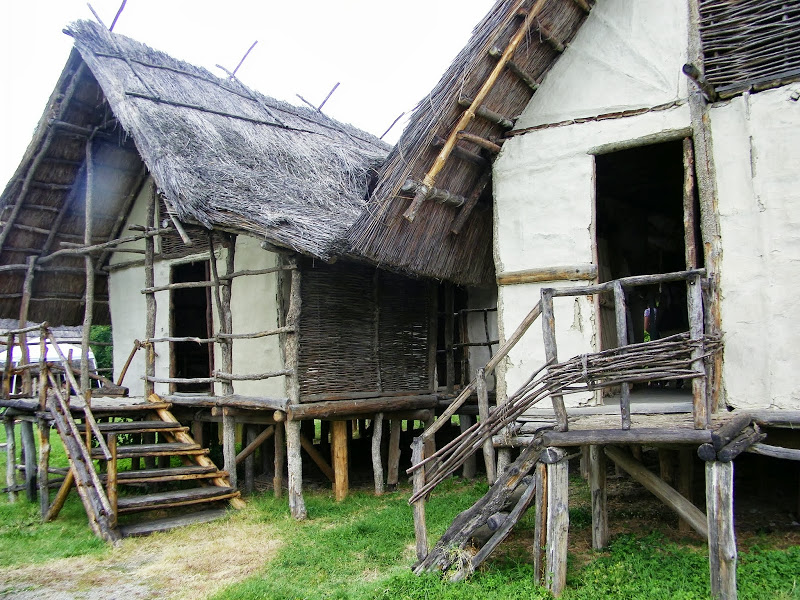
Reproducció dels habitacles dels terramarnes, a Montale Rangone Mòdena.

En verd l'àrea de diffusió dels terramarnes.

Terramarnes (del dialecte emilià terra marna, que vol dir «terra marga»), eren antics poblats de l'edat del bronze mitjà i recent (ca 1650-1150 aC) que van existir a la regió Emília i a les zones de plana baixa de la província de Cremona, Màntua i Verona.
Els terramarnes són l'expressió de l'activitat comercial de l'edat del bronze. Eren assentaments que estaven situats al llarg d'una via de comunicacions que travessava els Alps per la Val Camonica i arribava a les ribes del Po, allà es van construir terramarnes que van servir de magatzems i de punts de sortida dels mercaders d'ambre de la mar Bàltica, i d'estany procedent de les Muntanyes Metal·líferes, que anaven amb direcció a la desembocadura del riu Po i l'Adriàtic, o cap a l'est de la Mar Mediterrània, a la mar Egea, Creta, Àsia Menor, Síria i Egipte.

## Etimologia
La paraula terramarnes procedeix del dialecte emilià terra marna, que vol dir «terra marga» i es refereix a les terres, generalment de color fosc, típiques dels dipòsits arqueològics pluriestratificats, que es van formar a través dels segles per l'acumulació de les restes dels habitatges que s'anaven construint els uns sobre les ruïnes dels altres. Aquests dipòsits van acabar formant monticles de fins a 5 metres d'alçada, que constituïen quan es van descobrir al segle xix un tret característic del paisatge padà. Al llarg del segle xix la major part d'aquests monticles foren destruïts per l'explotació de pedreres a fi de recuperar el sòl, que va ser venut com a fertilitzant. El terme després va entrar en desús amb l'eliminació d'aquestes pedreres, però es va quedar adoptat per l'arqueologia per indicar només els poblats de l'edat del bronze en aquesta zona.

## Inicis i desenvolupament de les terramarnes

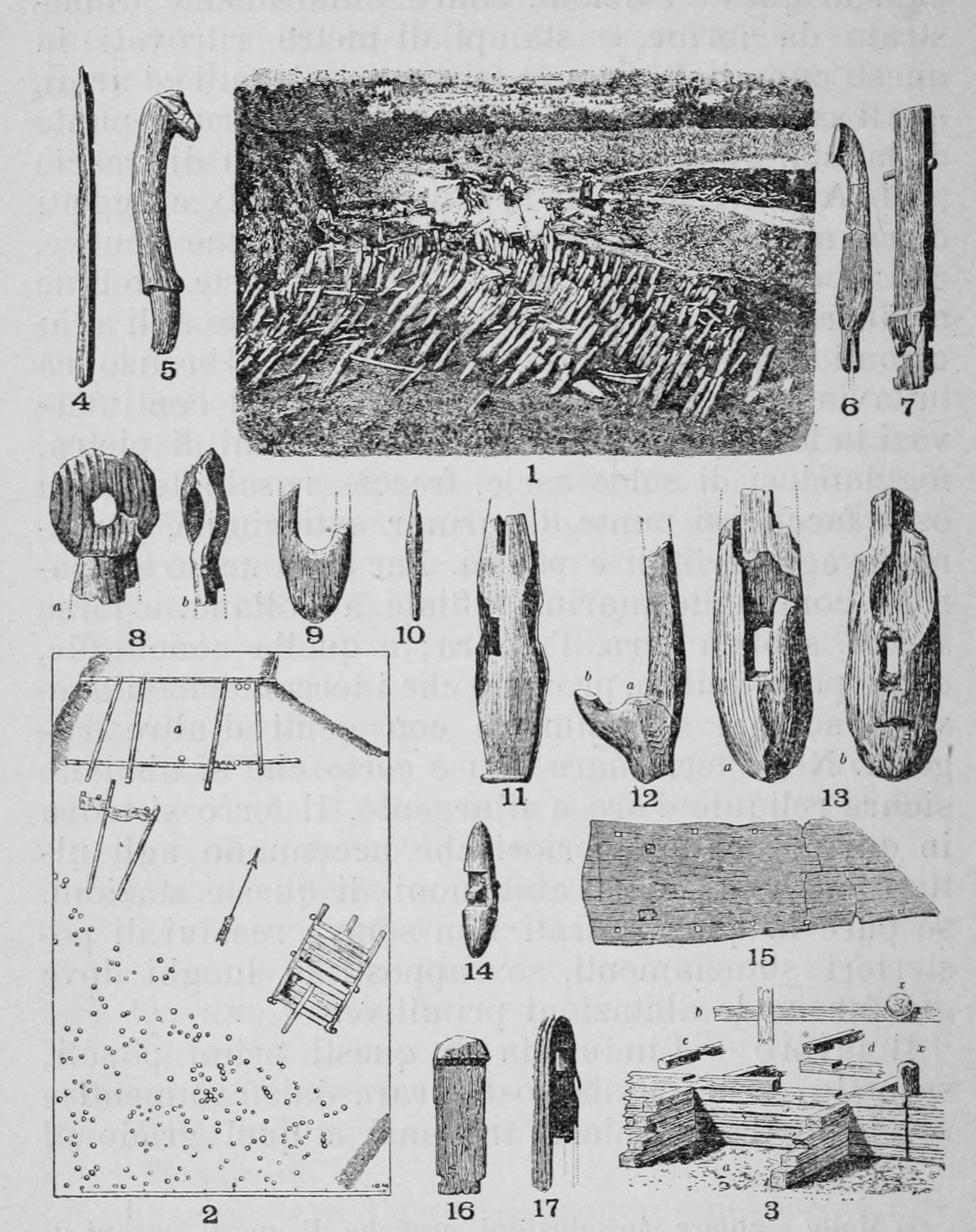
Objectes trobats a la terramarna de Castione dei Marchesi (Parma).

L'inici de la civilització dels terramarnes va sorgir al segle xvii aC, amb la colonització de la plana Padana al sud del Po. L'estructura dels terramarnes està en relació amb la tècnica dels palafits construïts sobre els llacs de la Itàlia septentrional (cultura de Polada). El motiu per construir en zones lacustres i fluvials està probablement lligat a la riquesa de recursos i al comerç fluvial.
Per als fonaments dels palafits es feia servir freixe, per la pavimentació entramats d'avet, el sostre estava fet amb bigues de pollancre cobertes de canyissos, per fer les parets empraven branques de noguer; per fer que el paviment quedés impermeabilitzat es recobria d'argila, mentre que les parets, per protegir-se del fred, es revestien d'un material barreja d'argila i fem de vaca. Si un habitacle s'incendiava, es tombava i es recobria de terra.
Els poblats tenien forma generalment quadrangular, estaven envoltats per un fossat en el qual feien desviar aigua d'un riu veí i tot segut afegien un terraplè.
Durant el període inicial tots els terramarnes tenien dimensions anàlogues, compreses entre 1 o 2 hectàrees. Successivament cap a final del bronze mitjà, entre el 1400 aC i el 1300 aC, alguns poblats van engrandir les seves dimensions fins a arribar a les 15/20 hectàrees d'extensió, altres en canvi van mantenir les dimensions reduïdes, mentre que altres van ser abandonats. Tot plegat fa pensar en una reorganització del territori polític, amb la formació de districtes dins els quals els poblats assumien diversa consistència demogràfica i diferents graus d'importància.
Les excavacions arqueològiques del segle xix i les més recents han demostrat que internament els poblats tenien una organització molt regular, amb cases arrenglerades segons un esquema ortogonal determinat amb relació a la cruïlla dels carrers.
Per les sepultures feien servir generalment la incineració i estaven a l'interior de grans sepulcres que podien contenir milers de tombes. En algunes zones de la plana del Vèneto s'han trobat necròpolis que empraven dos tipus de sepultura: la incineració i la inhumació, amb prevalència d'aquesta darrera forma durant el període del bronze mitjà i una adopció de la incineració que es va convertir en el mètode únic durant el bronze recent.

## La fi dels terramarnes
Cap al 1200 aC es va iniciar en els territoris dels terramarnes una greu crisi que al cap de pocs anys va portar a l'abandonament de tots els assentaments; els motius d'aquesta crisi encara no estan del tot aclarits, sembla possible que a més d'un gran augment en la població (es calculen entre els 150.000 i els 200.000 individus) es va afegir un empobriment dels recursos naturals, una crisi climàtica relacionada amb sequera hauria iniciat una profunda crisi econòmica que al mateix temps va comportar una convulsió en l'ordre polític i, tot plegat, va acabar destruint aquella societat. Al voltant del 1150 aC els terramarnes van ser completament abandonats i tot el territori de la plana, especialment el sector emilià, fou abandonat durant alguns segles. Només en època romana es retornaria a assolir aquella densitat demogràfica.
Basant-se en les proves arqueològiques s'ha teoritzat que, com a resultat d'aquests trastorns dels grups terramarnes es van traslladar cap al centre i el sud de la península, acabant per conviure amb les poblacions locals de la cultura dels Apenins.

## Primeres excavacions i identificació ètnica
Durant els anys 1860-1910 es van realitzar intensos treballs d'excavació. A començaments de la segona meitat del segle xix se suposava que aquest lloc havia estat utilitzat pels gals i els romans per als seus ritus sepulcrals. Els estudis científics es van iniciar el 1860 amb Bartolomeo Gastaldi, que estava dirigint una recerca amb relació a les torberes i els antics enclavaments lacustres i va entendre que no es tractava de llocs funeraris, sinó d'habitacles de tipus palafítics semblants als trobats a les regions més al nord.
Els seus estudis van atreure l'atenció de Pellegrino Strobel i del seu jove assistent Luigi Pigorini, que llavors tenia 18 anys. El 1862 van publicar un article que tractava sobre l'enclavament de terramarna a Castione dei Marchesi, a prop de Parma, en ell donaven a conèixer per primera vegada que els terramarnes eren enclavaments prehistòrics. Partint de la proposta de Gaetano Chierici, que els habitacles palafítics de la riba nord del llac de Garda haurien pertangut a una ancestral població proto-romana, Pigorini va desenvolupar la teoria d'un assentament indoeuropeu procedent del nord. Amb aquesta proposta Pigorini va ser una de les figures dominants en aquest sector durant les darreries del segle xix i els inicis del XX, i fou a més un pioner de l'arqueologia estratigràfica.
Tot i la separació dels segles històrics, els poblats de terramarnes estan, potser, estretament relacionats a la següent civilització en els temps: la cultura vil·lanovana o etrusca. De fet, la gran tècnica en el tractament d'aigües residuals, la presència de dics, canals i desguassos de les ciutats etrusques, podria derivar-se dels coneixements adquirits als poblats de terramarnes i la seva gent, que sempre van tenir a veure amb aquesta mena d'obres. La connexió entre els terramarnes i els vil·lanovans també es reflecteix en la pràctica de la cremació dels morts, que es va estendre des del centre d'Europa al llarg de la ruta de l'ambre. Els vil·lanovans podrien representar una branca perifèrica d'aquest camí que conduïa cap a Sardenya, on l'ambre era motiu de florents civilitzacions. Si aquesta derivació es confirma, es relacionaria amb la hipòtesi lingüística que associa els terramarnes amb el protoitàlic o la llengua mare de totes les llengües itàliques.

## Societat
Al cim de la societat dels terramarnes estava la classe guerrera. Les tombes mostren també la presencia d'algunes dones pertanyents a una classe social superior. No obstant això, encara no hi havia diferenciacions profundes, la comunitat era en essència uniforme, com així ho demostra la igualtat en els habitatges.

## Economia
L'economia dels terramarnes es fonamentava sobretot en l'activitat agrícola, sobretot del conreu de cereals,i la cria d'ovelles, porcs i bous. També va ser important l'activitat artesanal, en particular la relacionada amb la fabricació d'objectes de bronze: armes (espases i dagues), eines (destrals, punxons, cisells, falçs, etc.), ornaments i objectes per a la cura personal (gaulles, fermalls, fulles d'afaitar).